# KEIL
KEIL és una empresa de programari que desenvolupa eines per a sistemes incrustats (embedded). Keil fou fundada el 1982 per Günter i Reinhard Keil a Alemanya. L'octubre de 2005 va ser adquirida per l'empresa ARM.

## Productes
- IDE (Entorn integrat de desenvolupament) : compiladors en C i C++, depuradors (microVision) i altres eines (RTOS) per a desenvolupar microprogramari per a processadors de 8, 16 i 32 : Intel 8051, Intel MCS-251, ARM, i les famílies XC16x/C16x/ST10.
- Circuits d'avaluació (ARM Cortex-M) i adaptadors de depuració (ULINK) a través de JTAG.